# Raza Long-Couteau
Pour les articles homonymes, voir Raza.
Raza Long-Couteau (Raza Longknife) est un super-héros extraterrestre appartenant à l’univers de Marvel Comics. Il est apparu pour la première fois dans Uncanny X-Men #107, en 1977.

## Origines
Raza Long-Couteau fait partie d'une race décimée par l’Empire Shi'ar, physiquement très proche des humains. On sait qu'il est veuf et qu'il a un fils nommé Rion.
Fait prisonnier par les Shi’ar, Raza se lia d'amitié avec Corsaire et s'échappa avec quelques autres captifs. Ils formèrent par la suite les Frères des étoiles, une bande de pirates opposés à l’Empereur D’Ken.
Ils combattirent son régime tyrannique et devinrent des alliés des X-Men. C'est en partie grâce à eux que l'impératrice Lilandra remonta sur le trône.
Durant la guerre Kree/Shi'ar, Raza affronta le Vengeur Wonder Man en amenant une nega-bombe vers l'espace Kree.
Avec Hepzibah il accepta une mission d'un général Kree, qui leur demandait de tuer le Chevalier noir, pour pouvoir retrouver son fils. Le duo se rendit sur Terre, et Raza attaqua les Vengeurs. Il fut finalement battu et retourna dans l'espace Shi'ar.

## La Guerre des rois
Au tout début de ce crossover, Raza fut profondément affecté par la mort de Corsaire, tué par son propre fils Vulcan.
Dans la mini-série Kingbreaker, Raza fut infecté par un symbiote alien (ressemblant fortement à Venom) et capturé par la Garde Impériale Shi'ar. À la fin de la guerre, le groupe dont faisait partie le symbiote fut battu par les Centurions de Nova et Raza fut récupéré.

## Pouvoirs
- Raza est un alien humanoïde.
- Au cours des années, des blessures l'ont forcé à intégrer des parties cybernétiques (son œil gauche, son bras gauche, une partie de son visage et son thorax. Ces réflexes et sa force ont donc été légèrement améliorés.
- Ses poumons ont aussi été remplacés par des organes synthétiques, qui lui permettent de respirer dans des environnements pauvres en oxygène.
- C'est un combattant expérimenté, formé à plusieurs arts martiaux et sachant utiliser toute sorte d'armement moderne. Il se bat généralement avec un sabre et un pistolet laser.